# Llista de composicions de Mieczysław Weinberg
Aquesta és una llista cronològica de les composicions de Mieczysław Weinberg amb el número d'opus, les que en tenen.
- [sense número d'opus]: Dues masurques (1933)
- [sense número d'opus]: Tres peces per a violí i piano (1934)
- Opus 1: Cançó de Bressol per a piano (1935)
- Opus 2: Quartet de corda núm. 1 (1937) [vegeu també op. 141]
- Opus 3: Quartet de corda núm. 2 (1940) [vegeu també op. 145]
- Opus 4: Acàcies, sis romanços basat en J. Tuwim per a cantant i piano (1940)
- Opus 5: Sonata per a piano núm. 1 (1940)
- Opus 6:  Poema simfònic  per a orquestra (1941)
- Opus 7: Tres romanços basats en J. Rivina i Aleksandr Prokófiev (1941)
- Opus 8: Sonata per a piano núm. 2 (1942)
- [sense número d'opus]: Camarades en armes, opereta (1942), perduda
- [sense número d'opus]: La carrera de Clarette, opereta (1942), perduda
- Opus 9: Ària per a quartet de corda (1942)
- [sense número d'opus]: Batalla per la Pàtria, ballet (1942), perduda
- [sense número d'opus]: L'espasa de l'Uzbekistan, òpera (1942), perduda
- Opus 10: Simfonia núm. 1 (1942)
- Opus 11: Capriccio per a quartet de corda (1943)
- Opus 12: Sonata per a violí i piano núm. 1 (1943)
- Opus 13: Cançons infantils  basat en Isaac Leib Peretz per a cantant i piano (1943)
- Opus 14: Quartet de corda núm. 3 (1944)
- Opus 15: Sonata per a violí i piano núm. 2 (1944)
- Opus 16: Cançons infantils núm. 1 (1944)
- Opus 17: Cançons jueves basat en Xmuel Galkin (1944)
- Opus 18: Quintet per a piano (1944)
- Opus 19: Cançons infantils núm. 2 (1944)
- Opus 20: Quartet de corda núm. 4 (1945)
- Opus 21: Sonata per a violoncel i piano núm. 1 en do major (1945)
- Opus 22: Tres romances basat en Adam Mickiewicz per a cantant i piano (1945)
- Opus 23: Cançons infantils núm. 3 (1945)
- Opus 24: Trio per a piano (1945)
- [sense número d'opus]: Fantasia sobre temes de l'òpera d'Adolphe Adam "Le chalet" per a orquestra (1945)
- Opus 25: Sis romances basat en Fiódor Tiúttxev per a cantant i piano (1945)
- Opus 26: Suite per a petita orquestra (1939-1945)
- Opus 27: Quartet de corda núm. 5 (1945)
- Opus 28: Sonata per a clarinet (o viola) i piano (1945)
- Opus 29: Dotze miniatures per a flauta i piano (1946)
- Opus 30: Simfonia núm. 2 per a orquestra de corda (1946)
- Opus 31: Sonata per a piano núm. 3 (1946)
- Opus 32: Elegia basat en Friedrich Schiller per a baríton i piano (1946)
- Opus 33: Sis sonets basat en William Shakespeare per a baix i piano (1946)
- Opus 34: Vint-i-una peces fàcils per a piano (1946)
- Opus 35: Quartet de corda núm. 6 (1946)
- Opus 36: Escenes festives per a orquestra (1946–1947)
- Opus 37: Sonata per a violí i piano núm. 3 (1947)
- Opus 38: Quatre romanços basat en Maksym Rylsky i G. Nikolayeva per a cantant i piano (1947)
- Opus 39: Sonata per a violí i piano núm. 4 (1947)
- Opus 40: Dues suites de ballet per a orquestra (1947)
- [sense número d'opus]: dos cors per a cor masculí a cappella (1948)
- Opus 41: Sinfonietta núm. 1 (1948)
- Opus 42: Concertino per a violí i orquestra de corda (1948)
- Opus 43: Concert per a violoncel i orquestra en re menor (1948)
- Opus 44: 'Obertura de salutacions' per a orquestra (1949)
- Opus 45: Simfonia núm. 3 (1949)
- Opus 46: Sonatina per a violí i piano en re major (1949)
- Opus 47 núm. 1: Rapsòdia sobre temes moldaus per a orquestra (1949)
- Opus 47 núm. 2: Tons polonesos per a orquestra (1949)
- Opus 47 núm. 3: Rapsòdia moldava per a violí i orquestra (1949)
- Opus 47 núm. 4: Serenata per a orquestra (1949)
- [Sense número d'opus]: Retrats d'amics per a piano (1950)
- [sense número d'opus]: Improvisació per a quartet de corda (1950)
- [sense número d'opus]: Suite per a orquestra (1950)
- Opus 48: Trio de corda (1950)
- [sense número d'opus]: Rapsòdia sobre temes eslaus per a orquestra (1950)
- Opus 49: Sonatina per a piano (1951)
- [sense número d'opus]: Marxa per a orquestra (1952)
- [sense número d'opus]: Kujawiak i Oberek per a dos xilòfons i orquestra (1952)
- Opus 50: A la font del passat, cançó basada en Alexander Blok per a mezzosoprano i piano (1951)
- Opus 51: A la pàtria, cantata basada en poemes de nens soviètics per a cor de nois, cor mixt i orquestra (1952)
- [sense número d'opus]: Obertura per a orquestra (1953)
- Opus 52: Fantasia per a violoncel i orquestra (1951–1953)
- Opus 53: Sonata per a violí i piano núm. 5 (1953)
- Opus 54: Partita per a piano (1954)
- Opus 55: La clau d'or, ballet en sis escenes, basat en Aleksei Nikolàievitx Tolstoi (1954–1955)
- Opus 55A: Suite núm. 1 del ballet La clau d'or (1964)
- Opus 55B: Suite núm. 2 del ballet La clau d'or (1964)
- Opus 55C: Suite núm. 3 del ballet La clau d'or (1964)
- Opus 55D: Suite núm. 4 del ballet La clau d'or (1964)
- Opus 56: Sonata per a piano núm. 4 en re menor (1955)
- Opus 57: Bíblia dels gitanos, set romanços basat en J. Tuwim per a mezzosoprano i piano (1956)
- Opus 58: Sonata per a piano núm. 5 (1956)
- Opus 59: Quartet de corda núm. 7 (1957)
- Opus 60: Matí-vermell, poema simfònic per a orquestra (1957)
- Opus 61: Simfonia núm. 4 en menor (1957) (revisada el 1961)
- Opus 62: Memòries basat en J. Tuwim per a veu mitjana i piano (1957–1958)
- Opus 63: Sonata per a violoncel i piano núm. 2 en do major (1958–1959)
- Opus 64: El crisantem blanc, ballet en tres actes basat en A. Rumnev i J. Romanovich (1958)
- Opus 65: A les muntanyes armènies basat en O. Tumanian per a cantant i piano (1958)
- Opus 66: Quartet de corda núm. 8 (1959)
- Opus 67: Concert per a violí i orquestra en re menor (1959)
- [sense número d'opus]: Dotze mesos, suite de la pel·lícula (1959)
- Opus 68: Cançons simfòniques per a orquestra (1959) (revisada a partir de la versió de 1951)
- Opus 69: Sonata per a dos violins (1959)
- Opus 70: Set romances basat en Sándor Petőfi, per a tenor i piano (1960)
- Opus 71: Set romances basat en diversos poetes per a cantant i piano (1940-1972)
- Opus 72: Sonata per a violoncel sol núm. 1 (1960)
- Opus 73: Sonata per a piano núm. 6 (1960)
- Opus 74: Sinfonietta núm. 2 per a orquestra de corda i timbales (1960)
- Opus 75: Concert per a flauta núm. 1 (1961)
- Opus 76: Simfonia núm. 5 en re menor (1962)
- Opus 77: Cartes antigues basat en J. Tuwim per a soprano i piano (1962)
- Opus 78: Tres romances basats en V. Sosnora, Y. Vinokurov i A. Yashin per a cantant i piano (1962)
- Opus 79: Simfonia núm. 6 basada en Leib Kvitko, Shmuel Halkin i M. Lukonin per a cor i orquestra de nois (1962-1963)
- Opus 80: Quartet de corda núm. 9 (1963)
- Opus 81: Simfonia núm. 7 en do major per a cordes i clavicèmbal (1964)
- Opus 82: Sonata per a violí sol núm. 1 (1964)
- Opus 83: Simfonia núm. 8 Flors poloneses basat en J. Tuwim, per a solistes, cor mixt i orquestra (1964)
- Opus 84: Oh, boira gris, romanç basat en J. Tuwim per a baix i piano (1964)
- Opus 85: Quartet de corda núm. 10 (1964)
- Opus 86: Sonata per a violoncel sol núm. 2 (1965)
- Opus 87: El diari de l'amor, cantata basat en S. Vygodski per a tenor, cor de nois i orquestra de cambra (1965)
- Opus 88: El perfil, cicle de cançons basat en S. Vydodski per a baix i piano (1965)
- Opus 89: Quartet de corda núm. 11 (1965–1966)
- Opus 90: Paraules en sang, cicle de cançons basat en J. Tuwim per a tenor i piano (1965)
- Opus 91: Piotr Plaksin, cantata basat en J. Tuwim per a instruments de tenor, alto i dinou (1965)
- Opus 92: Hiroshima, cantata basat en Fukagawa per a cor i orquestra mixtes (1966)
- Opus 93: Simfonia núm. 9: 'Everlasting Times' basat en J. Tuwim i V. Bronievski, per a narrador, cor i orquestra (1940–1967)
- Opus 94: Concert per a trompeta i orquestra en si bemoll major (1966–1967)
- Opus 95: Sonata per a violí sol núm. 2 (1967)
- Opus 96: Rèquiem basat en D. Kedrin, M. Dudin, F. Garcia Lorca, Fukagawa i altres, per a soprano, cor infantil, cor mixt i orquestra (1965-1967)
- Opus 97: La passatgera, òpera en dos actes (1967–1968)
- Opus 98: Simfonia núm. 10 en la menor (1968)
- Opus 99: 'Tríptic' basat en L. Staff per a baix i orquestra (1968)
- Opus 100: Vint-i-quatre preludis per a violoncel sol (1968)
- Opus 101: Simfonia núm. 11 Simfonia festiva basat en diversos poetes revolucionaris per a cor i orquestra (1969)
- Opus 102:  Ningú no ho havia conegut ...... , poema basat en Demyan Bedny per a soprano, cor i orquestra (1970)
- Opus 103: Quartet de corda núm. 12 (1969–1970)
- Opus 104: Concert per a clarinet i orquestra de corda (1970)
- [sense número d'opus]: Zosya, òpera (1970)
- Opus 105:  La Madonna i el soldat , òpera en tres actes basat en A. Medvedev (1970)
- Opus 106: Sonata per a violoncel sol núm. 3 (1971)
- Opus 107: Sonata per a viola sola núm. 1 (1971)
- Opus 108: Sonata per a contrabaix sol (1971)
- Opus 109:  L'amor d'Artagnan , òpera basada en Alexandre Dumas (1971)
- Opus 110:  Quan canto aquest nen dormint , cicle de cançons basat en G. Mistral per a soprano i piano (1973)
- Opus 111:  Felicitats! , òpera en un acte basada en l'obra Mazltov! de Sholem Aleichem (1975)
- Opus 112:  Lady Magnesia , òpera en un acte basada en G.B. Shaw (1975)
- Opus 113: Sis escenes de ballet: Simfonia coreogràfica per a orquestra (1973-1975)
- Opus 114: Simfonia núm. 12 En memòria de D. Xostakóvitx (1975–1976)
- Opus 115: Simfonia núm. 13 (1976)
- Opus 116: De les lletres de Zhukovsky, cançó basada en V. Zhukovsky per a baix i piano (1976)
- Opus 117: Simfonia núm. 14 (1977)
- Opus 118: Quartet de corda núm. 13 (1977)
- Opus 119: Simfonia núm. 15 I Believe in This Earth basat en M. Dudin per a soprano, baríton, cor per a dones i orquestra (1977)
- Opus 120: Tres Palmeres basat en Mikhail Lermontov per a soprano i quartet de corda (1977)
- Opus 121: Sonata per a violoncel sol núm. 2 (segona versió, 1977)
- Opus 122: Quartet de corda núm. 14 (1978)
- Opus 123: Sonata per a viola sola núm. 2 (1978)
- Opus 124: Quartet de corda núm. 15 (1979)
- Opus 125: De les lletres de Baratinski, cançó basada en Ievgueni Baratinski per a baix i piano (1979)
- Opus 126: Sonata per a violí sol núm. 3 (1979)
- Opus 127: Trio per a flauta, arpa i viola (1979)
- Opus 128: El retrat, òpera en vuit escenes basada en Nikolai Gogol (1980)
- Opus 129: El vestit d'or, opereta basada en E. Galperina (1980)
- Opus 130: Quartet de corda núm. 16 (1981)
- Opus 131: Simfonia núm. 16 (1981)
- Opus 132:  La relíquia , recitatiu per a baix i piano
- Opus 133: Sonata per a fagot sol (1981)
- Opus 134: De la poesia d'Afanassi Fet, cançons per a baix i piano
- Opus 135: Sonata per a viola sola núm. 3 (1982)
- Opus 136: Sonata per a viola sola núm. 4 (1983)
- Opus 136 bis: Sonata per a violí i piano núm. 6 (1982)
- Opus 137: Simfonia núm. 17 Memòria (1984)
- Opus 138: Simfonia núm. 18 Guerra, no hi ha cap paraula més cruel (1986)
- Opus 139: Sis cançons infantils per a veu i piano (1986)
- Opus 140: Sonata per a violoncel sol núm. 4 (1986)
- Opus 141: Quartet de corda núm. 1 (1986) (Recomposició de l'op. 2)
- Opus 142: Simfonia núm. 19 El brillant maig (1986)
- Opus 143: Les banderes de la pau, poema simfònic (1986)
- Opus 144: L'idiota, òpera basada en Fiódor Dostoievski (1985)
- Opus 145: Simfonia de cambra núm. 1 (1987) (arranjat del quartet de corda núm. 2, op. 3)
- Opus 146: Quartet de corda núm. 17 (1987)
- Opus 147: Simfonia de cambra núm. 2 (1987)
- Opus 148: Concert per a flauta núm. 2 (1987)
- Opus 149: Música a la pel·lícula "El relat de l'amor per un pintor" (1987)
- Opus 150: Simfonia núm. 20 (1988)
- Opus 151: Simfonia de cambra núm. 3 (1991)
- Opus 152: Simfonia núm. 21 ("Kaddish") (1991)
- Opus 153: Simfonia de cambra núm. 4 (1992)
- Opus 154: Simfonia núm. 22 (1993-94, inacabada i orquestrada per Kiril·l Umanski el 2003)